# Legió II Parthica
La Legió II Parthica va ser una legió romana reclutada per l'emperador Septimi Sever l'any 197, per a la seva campanya contra l'Imperi Part. Es tenen notícies de la seva activitat fins a mitjan segle iv. L'emblema de la legió era un centaure i un bou.
La II Parthica formava part de l'exèrcit que va organitzar Septimi Sever per a les campanyes a la frontera oriental, juntament amb les I Parthica i III Parthica. Aquesta campanya va ser un gran èxit i l'exèrcit fins i tot va capturar la capital Ctesifont. Després de la campanya, la I Parthica i la III Parthica es van quedar a la regió i la II Parthica va retornar a Itàlia i es va aquarterar a prop de Roma, a Castra Albana (actual Albano Laziale), segons diu Cassi Dió. Com que no es trobava en una província, actuava com a força de reforç allà on se la necessités.
La legió va servir a les campanyes de Britànnia que es van fer entre els anys 208 i 211 sota les ordres de Septimi Sever i després, sota Caracal·la, contra els alamans el 213. El 217 estava situada a la frontera oriental sota les ordres de Macrí, responsable de l'assassinat de Caracal·la. Tot i així l'any següent, mentre estava aquarterada a Apamea (Síria) va decidir donar suport a Heliogàbal i va derrotar Macrí a la batalla d'Antioquia l'any 218. El nou emperador li va concedir els cognomina de Pia Fidelis Felix Aeterna.
L'any 231 la legió va lluitar sota Alexandre Sever contra l'imperi Sassànida i després va ser destinada a Mogoncíacum (actual Magúncia), on Alexandre Sever va morir assassinat. En les lluites següents la II Parthica va donar suport a Maximí Traci. El senat a Roma, però, va proclamar emperador a Gordià III, i llavors Maximí va marxar cap a Roma amb unes quantes legions (entre elles la II Parthica). En aquest punt, el paper polític de les legions es va posar de manifest, ja que la II Parthica, valorant les possibilitats del seu comandament i les alternatives, va decidir que donar suport a Maximí no era una bona opció i va canviar de bàndol, assassinant Maximí i deixant el terreny net a Gordià III.
A començaments del segle iv la legió es trobava a la frontera del Tigris. L'any 360 el rei Shapur II de Pèrsia va atacar i conquerir la ciutat romana de Bezabde (actual Cizre, a Turquia), defensada per la II Partica, la II Armeniaca i la II Flavia Virtutis, però no se sap exactament què va passar amb les legions derrotades. Segons la Notitia Dignitatum cap a l'any 400 la II Parthica es trobava a Cepha, Turquia, sota el comandament del Dux Mesopotamiae.